# 金仁洪
金仁洪（1982年7月15日—）是一名韩国现代五项运动员，身高1.78米，体重68千克。曾参加2010年广州亚运会现代五项比赛，并获得男子个人铜牌和男子团体金牌。